# Niki Heat
Niki Heat est une société de services de beauté et de divertissement, créée en 2016. Son siège est Douala, au Cameroun. Elle exploite un salon de beauté moderne et une académie de beauté, un centre de production d'œuvres contemporaines musique chrétienne. Elle compte dans son effectif l'artiste gospel primé AkuBai.

## Historique
Niki Heat est fondée à Douala, au Cameroun en 2016 et se lance[Où ?] le 22 décembre 2016 par un couple américain et entrepreneur, Wilson Nyah et Nicoline Nyah.
En 2019, deux modèles de Niki Heat acquièrent une renommée nationale. Audrey Monkam reçoit la couronne de Miss Cameroun et Adamma Ruth est deuxième dauphine.

## Organisation
Wilson Nyah et Nicoline Nyah assurent la direction de la société.
Niki Heat est sise à Douala, au Cameroun et au États-Unis d'Amérique.
- Niki Heat Beauty Studio est un salon de beauté moderne à service complet situé à Bonamoussadi. Il offre des services de beauté tels que le maquillage, les ongles, la manucure, pédicure et soins du visage. Il vend également des produits de maquillage originaux et d'autres accessoires de beauté des États Unis[7].
- Niki Heat Photography est un service de studio photo et propose des portraits, photos pour couples et bébés, vidéo et photographie de mariage.
- Niki Heat Hair Clinic est un salon de coiffure spécialisé dans le soin des cheveux naturels.
- Niki Heat Beauty Academy est un centre de formation professionnelle en cosmétologie qui prépare les diplômés à des carrières  dans l'industrie de la beauté. Leurs cours comprennent le maquillage, les ongles, la manucure, la pédicure, le massage, le soin du visage et soins du corps et des cheveux[8].
- Niki Heat Entertainment est une société de production basée aux États-Unis qui exploite une maison de disques, produit des émissions de télévision et gère des organes de presse en ligne.
- Niki Heat Model Management est une agence internationale de mannequins et talents basée à Douala, Cameroun[2].
- Niki Heat Agency est une agence de marketing de contenu spécialisée dans la production de contenu et les médias stratégie.

### Slogan
Le slogan de Niki Heat est « Shine from within »,.

## Productions

### Maison de disque
L'artiste de gospel contemporain AkuBai y est sous contrat.

### Émissions de télévision
Les émissions produites comprennent The DcodedTV Show, animée par l'animatrice primée Joan Ngomba. La saison 1 a été diffusée sur cinq chaînes nationales et internationales, dont STV, Canal 2, MyMedia Prime et Vox Africa UK. D'autres émissions sont HitTheStreetz, Joan on Sex, Freaky Table et LuvOnTop.

### Nouvelles en ligne
Dcodetv.com est la première plateforme d'information sur le divertissement au Cameroun et diffuse les dernières nouvelles sur tout ce qui concerne le showbiz.